# Campeonato Carioca 2023
El Campeonato Carioca de 2023 fue la edición 126.ª del principal campeonato de clubes de fútbol del estado de Río de Janeiro. El torneo fue organizado por la Federação de Futebol do Estado do Rio de Janeiro (FFERJ) y está entre los torneos más importantes del país. Concedió cinco cupos a la Copa de Brasil 2024 y dos cupos para el Campeonato Brasileño de Fútbol Serie D 2024. Comenzó el 12 de enero y finalizó el 9 de abril.
Fluminense se consagró bicampeón consecutivo, tras vencer en la final a su clásico rival, Flamengo, al igual que el año pasado, logrando así su trigésimo tercer título estatal.

## Sistema de disputa

### Criterios de desempate
En caso de empate en puntos, se aplicará el criterio de desempate, sucesivamente:
1. Mayor número de partidos ganados
2. Mayor diferencia de goles
3. Mayor número de goles anotados (goles a favor)
4. Confrontamiento directo (entre dos clubes)
5. Menor número de tarjetas amarillas y rojas, donde cada tarjeta roja se considerará equivalente a tres tarjetas amarillas
6. Sorteo público en la sede de la FFERJ, en día y hora por determinar

### Fase principal
Al igual que el formato del año pasado, la fase principal solo estará formada por la Taça Guanabara.

#### Taça Guanabara
La Taça Guanabara es disputada por los 11 equipos mejor clasificados en el campeonato del año anterior y el campeón de la Serie A2 2022. Con 11 fechas, el equipo que termine en primera posición será el ganador de este trofeo, a su vez que clasificará a la fase final, junto a los equipos ubicados del segundo al cuarto puesto. Los equipos ubicados del quinto al octavo puesto clasificarán a la Taça Rio. El equipo que termine en última posición descenderá a la Serie A2 2023.

#### Torneio Independência
Se disputa a la par de la Taça Guanabara, siendo disputada únicamente por los equipos no considerados grandes (Botafogo, Flamengo, Fluminense y Vasco da Gama). Los ocho equipos se ubicarán en un solo grupo, donde solo se validarán los partidos en los cuales se enfrenten entre estos ocho equipos en la Taça Guanabara, exceptuando los duelos ante los 4 grandes. El campeón de este trofeo clasifica a la Copa de Brasil del año próximo.

### Fase final
Los cuatro primeros clasificados de la Taça Guanabara se enfrentan en un cruce olímpico (1.º vs 4.º y 2.º vs 3.º), las semifinales del campeonato será en partidos de ida y vuelta, con ventaja de empate (en puntos ganados y diferencia de goles) para los equipos mejores clasificados en la Taça Guanabara, así como la elección de la localía (primer o segundo partido). En las finales (entre los ganadores de las semifinales) no habrá ventaja para ningún equipo, pero el equipo mejor clasificado podrá elegir la localía (en el 1.er o 2.° partido) y habrá una tanda de penaltis en caso de empate (puntos y diferencia de goles). Finalmente el ganador de la final será proclamado campeón del Campeonato Carioca de este año.
La Taça Río es disputada únicamente por los equipos clasificados en el 5.º a 8.º lugar de la Taça Guanabara (fase principal) en paralelo a las semifinales y finales por la definición del Campeonato Carioca. Las semifinales se definen en un cruce olímpico (5.º vs 8.º y 6.º vs 7.º), en partidos de ida y vuelta, con ventaja en caso de empate (en puntos ganados y diferencia de goles) para el mejor clasificado en la Taça Guanabara. En los partidos finales, no habrá ventaja para ninguno de los equipos y también una tanda de penaltis en caso de empate (puntos y diferencia de goles).

## Cobertura televisiva
| Empresa           | Transmisiones                                                             |
| ----------------- | ------------------------------------------------------------------------- |
| Rede Bandeirantes | 17 partidos                                                               |
| BandSports        | 50 partidos, exceptuando los partidos donde Botafogo y Vasco son locales. |
| CazéTV            | Todos los partidos donde Botafogo y Vasco son locales.                    |

## Equipos participantes

### Ascensos y descensos
| Pos. | Descendido en la temporada 2022 |
| ---- | ------------------------------- |
| 12.º | Volta Redonda                   |
| Pos. | Ascendido de la Serie B1 2022   |
| 1.º  | Volta Redonda                   |

### Información de los equipos
| Equipo        | Ciudad         | Estádio             | Capacidad |
| ------------- | -------------- | ------------------- | --------- |
| Audax Rio     | Angra dos Reis | Jair Toscano        | 1500      |
| Bangu         | Río de Janeiro | Moça Bonita         | 9024      |
| Boavista-RJ   | Saquarema      | Elcyr Resende       | 4315      |
| Botafogo      | Río de Janeiro | Nilton Santos       | 44 661    |
| Flamengo      | Río de Janeiro | Maracanã            | 78 838    |
| Fluminense    | Río de Janeiro | Maracanã            | 78 838    |
| Madureira     | Río de Janeiro | Conselheiro Galvão  | 5014      |
| Nova Iguaçu   | Nova Iguaçu    | Laranjão            | 1 810     |
| Portuguesa-RJ | Río de Janeiro | Luso-Brasileiro     | 5044      |
| Resende       | Resende        | Trabalhador         | 4600      |
| Vasco da Gama | Río de Janeiro | São Januário        | 21 880    |
| Volta Redonda | Volta Redonda  | Raulino de Oliveira | 18 230    |

## Taça Guanabara

### Tabla de posiciones
| Pos. | Equipo        | Pts. | PJ | G | E | P | GF | GC | Dif. | Clasificación                                                                |
| ---- | ------------- | ---- | -- | - | - | - | -- | -- | ---- | ---------------------------------------------------------------------------- |
| 1    | Fluminense    | 25   | 11 | 8 | 1 | 2 | 20 | 4  | +16  | Campeón de la Taça Guanabara y clasificado a las semifinales del campeonato. |
| 2    | Vasco da Gama | 23   | 11 | 7 | 2 | 2 | 20 | 6  | +14  | Clasificado a las semifinales del campeonato.                                |
| 3    | Flamengo      | 23   | 11 | 7 | 2 | 2 | 19 | 6  | +13  | Clasificado a las semifinales del campeonato.                                |
| 4    | Volta Redonda | 20   | 11 | 6 | 2 | 3 | 27 | 15 | +12  | Clasificado a las semifinales del campeonato.                                |
| 5    | Botafogo      | 19   | 11 | 6 | 1 | 4 | 13 | 6  | +7   | Clasificado a las semifinales de la Taça Rio.                                |
| 6    | Audax Rio     | 16   | 11 | 4 | 4 | 3 | 14 | 13 | +1   | Clasificado a las semifinales de la Taça Rio.                                |
| 7    | Nova Iguaçu   | 13   | 11 | 3 | 4 | 4 | 8  | 11 | −3   | Clasificado a las semifinales de la Taça Rio.                                |
| 8    | Portuguesa-RJ | 13   | 11 | 3 | 4 | 4 | 9  | 14 | −5   | Clasificado a las semifinales de la Taça Rio.                                |
| 9    | Bangu         | 12   | 11 | 3 | 3 | 5 | 6  | 17 | −11  |                                                                              |
| 10   | Madureira     | 9    | 11 | 2 | 3 | 6 | 5  | 18 | −13  |                                                                              |
| 11   | Boavista-RJ   | 6    | 11 | 1 | 3 | 7 | 11 | 23 | −12  |                                                                              |
| 12   | Resende       | 4    | 11 | 1 | 1 | 9 | 3  | 22 | −19  | Serie A2 2023.                                                               |

 Fuente: Globo Esporte

### Resultados
| Local \ Visitante | AUD | BAN | BOA | BOT | FLA | FLU | MAD | NOV | POR | RES | VAS | VRE |
| ----------------- | --- | --- | --- | --- | --- | --- | --- | --- | --- | --- | --- | --- |
| Audax Rio         | —   | 0–0 | 3–2 | —   | —   | —   | 3–1 | 1–1 | —   | —   | 1–1 | —   |
| Bangu             | —   | —   | —   | —   | 1–1 | 0–5 | 1–0 | —   | —   | 1–0 | —   | 0–4 |
| Boavista-RJ       | —   | 2–2 | —   | 0–4 | —   | —   | 0–2 | 1–0 | —   | —   | —   | 3–3 |
| Botafogo          | 0–1 | 2–0 | —   | —   | 0–1 | —   | 2–0 | 0–0 | 0–1 | —   | —   | —   |
| Flamengo          | 1–0 | —   | 1–0 | —   | —   | 1–2 | —   | 5–0 | 4–1 | —   | 0–1 | —   |
| Fluminense        | 3–0 | —   | 1–1 | 0–1 | —   | —   | —   | 1–0 | 3–0 | —   | 2–0 | —   |
| Madureira         | —   | —   | —   | —   | 0–0 | 0–1 | —   | —   | 1–1 | 1–0 | —   | 0–6 |
| Nova Iguaçu       | —   | 1–0 | —   | —   | —   | —   | 4–0 | —   | 1–1 | 1–0 | 0–2 | 0–0 |
| Portuguesa-RJ     | 1–1 | 0–1 | 1–0 | —   | —   | —   | —   | —   | —   | —   | 0–2 | 3–1 |
| Resende           | 0–2 | —   | 2–1 | 0–2 | 0–2 | 0–2 | —   | —   | 0–0 | —   | —   | —   |
| Vasco da Gama     | —   | 2–0 | 4–1 | 2–0 | —   | —   | 0–0 | —   | —   | 5–0 | —   | 1–2 |
| Volta Redonda     | 3–2 | —   | —   | 1–2 | 1–3 | 1–0 | —   | —   | —   | 5–1 | —   | —   |

| Bandera del estado de Río de Janeiro |

| Campeón Taça Guanabara |

| Fluminense 12.° título |

## Torneio Independência

### Tabla de posiciones
| Pos. | Equipo        | Pts. | PJ | G | E | P | GF | GC | Dif. | Clasificación                                                             |
| ---- | ------------- | ---- | -- | - | - | - | -- | -- | ---- | ------------------------------------------------------------------------- |
| 1    | Volta Redonda | 14   | 7  | 4 | 2 | 1 | 22 | 9  | +13  | Campeón del Torneio Independência y clasificado a la Copa de Brasil 2024. |
| 2    | Nova Iguaçu   | 12   | 7  | 3 | 3 | 1 | 8  | 3  | +5   |                                                                           |
| 3    | Audax Rio     | 12   | 7  | 3 | 3 | 1 | 12 | 8  | +4   |                                                                           |
| 4    | Bangu         | 11   | 7  | 3 | 2 | 2 | 5  | 7  | −2   |                                                                           |
| 5    | Portuguesa-RJ | 10   | 7  | 2 | 4 | 1 | 7  | 5  | +2   |                                                                           |
| 6    | Madureira     | 7    | 7  | 2 | 1 | 4 | 5  | 15 | −10  |                                                                           |
| 7    | Boavista-RJ   | 5    | 7  | 1 | 2 | 4 | 9  | 13 | −4   |                                                                           |
| 8    | Resende       | 4    | 7  | 1 | 1 | 5 | 3  | 11 | −8   |                                                                           |

 Fuente: Globo Esporte

### Resultados
| Local \ Visitante | AUD | BAN | BOA | MAD | NOV | POR | RES | VRE |
| ----------------- | --- | --- | --- | --- | --- | --- | --- | --- |
| Audax Rio         | —   | 0–0 | 3–2 | 3–1 | 1–1 | —   | —   | —   |
| Bangu             | —   | —   | —   | 1–0 | —   | —   | 1–0 | 0–4 |
| Boavista-RJ       | —   | 2–2 | —   | 0–2 | 1–0 | —   | —   | 3–3 |
| Madureira         | —   | —   | —   | —   | —   | 1–1 | 1–0 | 0–6 |
| Nova Iguaçu       | —   | 1–0 | —   | 4–0 | —   | 1–1 | 1–0 | 0–0 |
| Portuguesa-RJ     | 1–1 | 0–1 | 1–0 | —   | —   | —   | —   | 3–1 |
| Resende           | 0–2 | —   | 2–1 | —   | —   | 0–0 | —   | —   |
| Volta Redonda     | 3–2 | —   | —   | —   | —   | —   | 5–1 | —   |

| Bandera del estado de Río de Janeiro |

| Campeón Torneio Independência |

| Volta Redonda 1.° título |

## Taça Rio

### Semifinales
| 18 de marzo, 18:00 (UTC-3) | Portuguesa-RJ | 0:0     | Botafogo | Luso Brasileiro, Río de Janeiro                                             |                                                                             |
|                            |               | Reporte |          | Asistencia: 2 471 espectadores Árbitro(s): Felipe da Silva Gonçalves Paludo | Asistencia: 2 471 espectadores Árbitro(s): Felipe da Silva Gonçalves Paludo |

| 27 de marzo, 20:00 (UTC-3) | Botafogo                                         | 3:1 (1:1) | Portuguesa-RJ | Raulino de Oliveira, Volta Redonda                            |                                                               |
|                            | Carlos Eduardo 26' · Víctor Cuesta 68' · Raí 82' | Reporte   | Elicley 44'   | Asistencia: 1 595 espectadores Árbitro(s): Alex Gomes Stefano | Asistencia: 1 595 espectadores Árbitro(s): Alex Gomes Stefano |

| 18 de marzo, 15:30 (UTC-3) | Nova Iguaçu | 1:1 (0:0) | Audax Rio        | Laranjão, Nova Iguaçu                                                      |                                                                            |
|                            | Ewerton 77' | Reporte   | Pablo Thomaz 88' | Asistencia: 816 espectadores Árbitro(s): Alexandre Vargas Tavares de Jesus | Asistencia: 816 espectadores Árbitro(s): Alexandre Vargas Tavares de Jesus |

| 26 de marzo, 15:30 (UTC-3) | Audax Rio       | 1:0 (1:0) | Nova Iguaçu | Jair Toscano, Angra dos Reis                                      |                                                                   |
|                            | Pablo Thomaz 9' | Reporte   |             | Asistencia: 307 espectadores Árbitro(s): Tarcizo Pinheiro Caetano | Asistencia: 307 espectadores Árbitro(s): Tarcizo Pinheiro Caetano |

### Final
| 2 de abril, 18:00 (UTC-3) BandSports | Audax Rio       | 1:2 (1:0) | Botafogo                                  | Raulino de Oliveira, Volta Redonda                            |                                                               |
|                                      | Emerson Urso 8' | Reporte   | Tiquinho Soares 67' · Gustavo Sauer 90+2' | Asistencia: 1 943 espectadores Árbitro(s): Bruno Mota Correia | Asistencia: 1 943 espectadores Árbitro(s): Bruno Mota Correia |

| 9 de abril, 16:00 (UTC-3) BandSports | Botafogo                                                                | 5:2 (3:1) | Audax Rio                   | Raulino de Oliveira, Volta Redonda                                           |                                                                              |
|                                      | Lucas Fernandes 11', 19' · Gustavo Sauer 40', 66' · Philipe Sampaio 76' | Reporte   | Romarinho 28' · Julinho 52' | Asistencia: 1 484 espectadores Árbitro(s): Alexandre Vargas Tavares de Jesus | Asistencia: 1 484 espectadores Árbitro(s): Alexandre Vargas Tavares de Jesus |

| Bandera del estado de Río de Janeiro |

| Campeón Taça Rio |

| Botafogo 8.° título |

## Fase final

### Semifinales
| 12 de marzo, 18:00 (UTC-3) Band BandSports | Volta Redonda           | 2:1 (1:0) | Fluminense | Raulino de Oliveira, Volta Redonda                                     |                                                                        |
|                                            | Pedrinho 27' · Lelê 52' | Reporte   | Nino 79'   | Asistencia: 6 681 espectadores Árbitro(s): Yuri Elino Ferreira da Cruz | Asistencia: 6 681 espectadores Árbitro(s): Yuri Elino Ferreira da Cruz |

| 18 de marzo, 16:00 (UTC-3) Band BandSports | Fluminense                                                                    | 7:0 (5:0) | Volta Redonda | Maracanã, Río de Janeiro                                                   |                                                                            |
|                                            | Samuel Xavier 3' · Cano 7', 45+2', 62', 85' · Alexsander 23' · Martinelli 39' | Reporte   |               | Asistencia: 46 874 espectadores Árbitro(s): Wagner do Nascimento Magalhães | Asistencia: 46 874 espectadores Árbitro(s): Wagner do Nascimento Magalhães |

| 13 de marzo, 21:10 (UTC-3) Band BandSports | Flamengo                                           | 3:2 (2:1) | Vasco da Gama                       | Maracanã, Río de Janeiro                                                   |                                                                            |
|                                            | de Arrascaeta 22' · Pedro 39' · Fabrício Bruno 69' | Reporte   | Gabriel Pec 10' · Alex Teixeira 59' | Asistencia: 45 093 espectadores Árbitro(s): Wagner do Nascimento Magalhães | Asistencia: 45 093 espectadores Árbitro(s): Wagner do Nascimento Magalhães |

| 19 de marzo, 18:00 (UTC-3) Band BandSports | Vasco da Gama | 1:3 (1:1) | Flamengo                                   | Maracanã, Río de Janeiro                                          |                                                                   |
|                                            | Capasso 28'   | Reporte   | Pedro 15', 81' (pen.) · Ayrton Lucas 90+1' | Asistencia: 49 779 espectadores Árbitro(s): Bruno Arleu de Araújo | Asistencia: 49 779 espectadores Árbitro(s): Bruno Arleu de Araújo |

### Final
| 1 de abril, 20:30 (UTC-3) Band BandSports | Flamengo                     | 2:0 (0:0) | Fluminense | Maracanã, Río de Janeiro                                                   |                                                                            |
|                                           | Ayrton Lucas 50' · Pedro 67' | Reporte   |            | Asistencia: 65 234 espectadores Árbitro(s): Wagner do Nascimento Magalhães | Asistencia: 65 234 espectadores Árbitro(s): Wagner do Nascimento Magalhães |

| 9 de abril, 18:00 (UTC-3) Band BandSports | Fluminense                                   | 4:1 (2:0) | Flamengo           | Maracanã, Río de Janeiro                                          |                                                                   |
|                                           | Marcelo 27' · Cano 31', 55' · Alexsander 64' | Reporte   | Ayrton Lucas 90+5' | Asistencia: 66 969 espectadores Árbitro(s): Bruno Arleu de Araújo | Asistencia: 66 969 espectadores Árbitro(s): Bruno Arleu de Araújo |

| Campeón                              |
| Bandera del estado de Río de Janeiro |
| ------------------------------------ |
| Fluminense 33.° título               |

## Clasificación general
| Pos. | Equipos       | PJ | PG | PE | PP | GF | GC | Dif. | Pts. | Nota                                                           |
| ---- | ------------- | -- | -- | -- | -- | -- | -- | ---- | ---- | -------------------------------------------------------------- |
| 1.   | Fluminense    | 15 | 10 | 1  | 4  | 32 | 9  | +23  | 31   | Campeón y clasificado a la Copa de Brasil 2024.                |
| 2.   | Flamengo      | 15 | 10 | 2  | 3  | 28 | 13 | +15  | 32   | Subcampeón y clasificado a la Copa de Brasil 2024.             |
| 3.   | Vasco da Gama | 13 | 7  | 2  | 4  | 23 | 12 | +11  | 23   | Clasificados a la Copa de Brasil 2024.                         |
| 4.   | Volta Redonda | 13 | 7  | 2  | 4  | 29 | 23 | +6   | 23   | Clasificados a la Copa de Brasil 2024.                         |
| 5.   | Botafogo      | 15 | 9  | 2  | 4  | 23 | 10 | +13  | 29   | Ganador de la Taça Rio y clasificado a la Copa de Brasil 2024. |
| 6.   | Audax Rio     | 15 | 5  | 5  | 5  | 19 | 21 | −2   | 20   | Clasificado a la Copa de Brasil 2024 y a la Serie D 2024.      |
| 7.   | Nova Iguaçu   | 13 | 3  | 5  | 5  | 9  | 13 | −4   | 14   | Clasificado a la Copa de Brasil 2024 y a la Serie D 2024.      |
| 8.   | Portuguesa-RJ | 13 | 3  | 5  | 5  | 10 | 17 | −7   | 14   | Clasificado a la Copa de Brasil 2024 y a la Serie D 2024.      |
| 9.   | Bangu         | 11 | 3  | 3  | 5  | 6  | 17 | −11  | 12   |                                                                |
| 10.  | Madureira     | 11 | 2  | 3  | 6  | 5  | 18 | −13  | 9    |                                                                |
| 11.  | Boavista-RJ   | 11 | 1  | 3  | 7  | 11 | 23 | −12  | 6    |                                                                |
| 12.  | Resende       | 11 | 1  | 1  | 9  | 3  | 22 | −19  | 4    | Descendido a la Serie A2 2023.                                 |

## Goleadores
| Jugador         | Club          | Goles |
| --------------- | ------------- | ----- |
| Germán Cano     | Fluminense    | 16    |
| Lelê            | Volta Redonda | 13    |
| Pedro           | Flamengo      | 9     |
| Pedro Raul      | Vasco da Gama | 6     |
| Gabriel Pec     | Vasco da Gama | 6     |
| Pablo Thomaz    | Audax Rio     | 6     |
| Gabriel Barbosa | Flamengo      | 5     |
| Luis Felipe     | Bangu         | 4     |
| Pedrinho        | Volta Redonda | 4     |
| Tiquinho Soares | Botafogo      | 4     |
| Gustavo Sauer   | Botafogo      | 4     |